# ウラジーミル・レオンテヴィッチ・コマロフ
ウラジーミル・レオンチエヴィッチ・コマロフ（ロシア語: Влади́мир Лео́нтьевич Комаро́в, ラテン文字転写: Vladimir Leontyevich Komarov, 1869年10月13日 - 1945年12月5日）は、ロシア帝国出身の植物学者、探検家。
1941年と1942年にスターリン賞を受賞し、1943年には社会主義労働英雄となった。
また、サンクトペテルブルクにあるコマロフ植物研究所やコマロフ植物園に名を残している。

## 生涯
1869年10月13日、ロシア帝国のサンクトペテルブルクに生まれる。
1890年、サンクトペテルブルク大学に入学し、数学と物理学を専攻する。
1894年に卒業し、1898年には母校のサンクトペテルブルク大学の教授として務める。
探検家としても東シベリアや中国東北部、北朝鮮、モンゴルを探検し、植物の生態の研究を行い、多くの論文や植物誌を著した。
1920年よりロシア科学アカデミー（後にソ連科学アカデミー）の会員となり、1936年から亡くなる1945年までソ連科学アカデミーの総裁を歴任した。
1940年にイギリスの動物学者、自然科学者チャールズ・ダーウィンの進化論に影響され『植物の種の理論』を著し、1941年にスターリン賞を受賞した。
第二次世界大戦中はウラル地方の資源供給に精力的に参加し、1942年に再びスターリン賞を受賞。1943年には社会主義労働英雄となった。
1945年12月3日、モスクワで亡くなる。